# The Chinatown Mystery

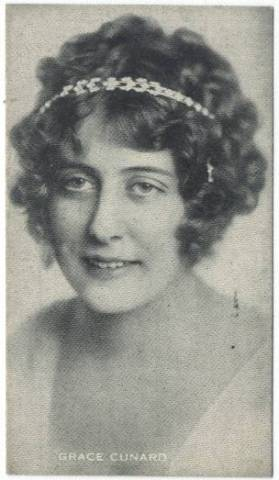
Grace Cunard, que atua no seriado.

The Chinatown Mystery é um seriado estadunidense de 1928, gênero ação, dirigido por J. P. McGowan, em 10 capítulos, estrelado por Joe Bonomo, Ruth Hiatt, Francis Ford, Grace Cunard, Helen Gibson e o próprio diretor J. P. McGowan. Produzido pela Trem Carr Pictures e distribuído pela Syndicate Pictures, veiculou nos cinemas estadunidenses entre 1 de setembro e 3 de novembro de 1928.
Cópias do seriado sobrevivem nos arquivos do International Museum of Photography and Film at George Eastman House (Joe Bonomo film collection) e no Amsterdam Filmmuseum film archive.
Foi o último filme mudo de Joe Bonomo.

## Sinopse
Joe Masters (Joe Bonomo), um agente do serviço secreto, luta contra Sphinx (Francis Ford), um mestre do crime que tenta obter uma fórmula para fazer diamantes. Esta valiosa informação está na posse de Sally Warren (Ruth Hiatt), que sobrevive a perigo após perigo até o capítulo final. 

## Elenco
- Joe Bonomo  ... Joe Masters
- Ruth Hiatt  ... Sally Warren, Chemist
- Francis Ford  ... “The Sphinx”
- George Chesebro
- Sheldon Lewis
- Ernest Shields
- Jack Richardson
- Grace Cunard
- Rosemary Theby
- Peggy O'Day
- Duke Worne
- Helen Gibson
- Paul Malvern
- Al Baffert  ... Crook
- J. P. McGowan
- Billy Lord
- Paul Panzer
- Harry Myers
- William Clifford
- Sybil Grove
- Spencer Bell
- Duke Green
- Carl Sepulveda
- Tom Curson
- Rolfe Sedan
- Frank Moran
- James B. Leong

## Capítulos
1. The Chinatown Mystery
2. The Clutching Claw
3. The Devil's Dice
4. The Mysterious Thirteen
5. Galloping Fury
6. The Depth of Danger
7. The Invisible Hand
8. The Wreck
9. Broken Jade
10. The Thirteenth Hour